# Crocq
Crocq (okcitansko Cròc) je naselje in občina v francoskem departmaju Creuse regije Limousin. Leta 2011 je naselje imelo 417 prebivalcev.

## Geografija
Kraj leži v pokrajini Marche znotraj naravnega regijskega parka Milevaches ob reki Tardes, 25 km jugovzhodno od Aubussona.

## Uprava
Crocq je sedež istoimenskega kantona, v katerega so poleg njegove, vključene še občine Basville, Flayat, La Mazière-aux-Bons-Hommes, Mérinchal, Pontcharraud, Saint-Agnant-près-Crocq, Saint-Bard, Saint-Georges-Nigremont, Saint-Maurice-près-Crocq, Saint-Oradoux-près-Crocq, Saint-Pardoux-d'Arnet, La Villeneuve in La Villetelle s 2.932 prebivalci.
Kanton Crocq je sestavni del okrožja Aubusson.

## Zanimivosti
- ostanki trdnjave iz 12. stoletja,
- župnijska cerkev sv. Eligija Noyonskega iz sredine 19. stoletja, naslednica nekdanje cerkve iz 13. stoletja,
- kapela Marijinega obiskanja.